# 猫咪咖啡馆

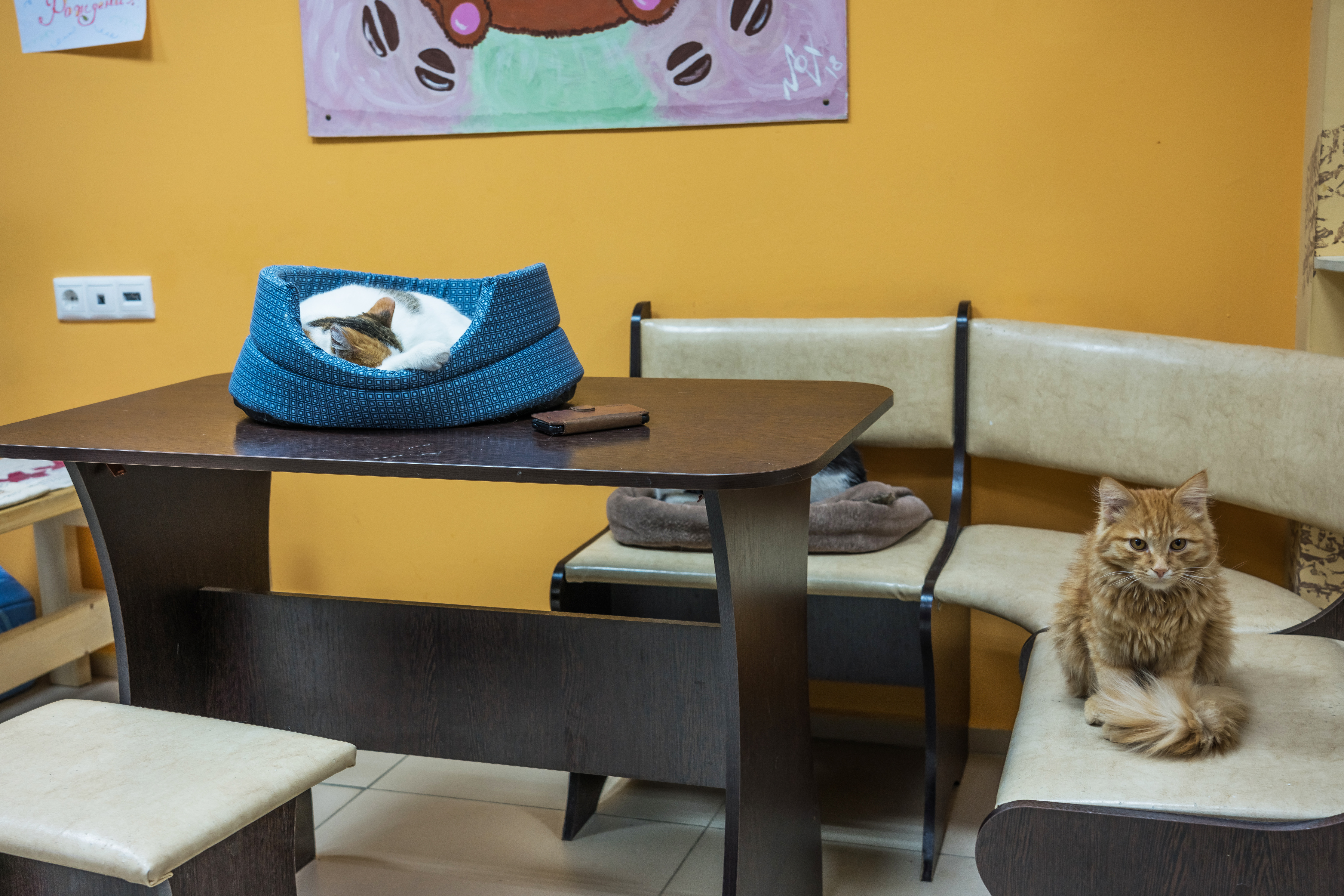
一家猫咪咖啡馆

猫咪咖啡馆（在口语或网络用语常简称“猫咖”）是一类以猫为主题的咖啡馆，除了像普通咖啡馆一样提供有咖啡和其他飲料零食，馆内还会有一些猫陪伴顧客。

## 历史
世界上首家猫咪咖啡馆是1998年在台湾台北芝山开张的「小貓花園」。后来，猫咪咖啡馆的概念传到了日本，更加受到日本顾客的欢迎。2015年8月，「Cat café」一詞正式被《牛津英語辭典》網路版收錄。

## 服務
猫咪咖啡馆的顾客大多是喜欢猫但又没有条件养猫的白领和大学生。店门口多张贴“撸猫指南”，介绍一些逗猫时的注意事项。一般會详细介绍猫的名字、品种、猫咪亲属关系、性情和撸猫指南等信息。禁止强行抱猫、逗猫。猫咪咖啡馆会给猫注射狂犬疫苗，每日定时对店里进行清理和消毒。
鞋套、粘毛器、消毒洗手液是猫咪咖啡馆进门的标配三件套，为了防止猫咪消化不良，一般不允许顾客擅自给猫喂食。和普通咖啡馆收取饮料费或座位费不同的是，猫咪咖啡馆一般采取的是按时计费或进场收费，比起喝咖啡，客人们更重要的是跟猫咪互动玩耍，不少猫咪咖啡馆还同时销售猫粮以及一些宠物用品。
卫生脏乱、缺乏监管，猫咪咖啡馆经营管理良莠不齐是猫咖面临的主要问题，与此同时顾客被猫抓伤引发的纠纷不断。